# Bosznia-hercegovinai labdarúgó-szuperkupa
A Bosznia-hercegovinai labdarúgó-szuperkupa (hivatalos nevén: Superkup Bosne i Hercegovine u nogometu) egy 1997-ben alapított, a Bosznia-hercegovinai labdarúgó-szövetség által kiírt kupa volt. Tradicionálisan az új idény első meccsét jelentette, s az előző év bajnoka játszott az előző év kupagyőztesével. A sorozat 2001-ben szűnt meg.
A legsikeresebb csapat a Željezničar gárdája, három győzelemmel.

## Kupadöntők
| Év   | Győztes                                           | Eredmény                                          | Döntős                                            |                                                   |
| ---- | ------------------------------------------------- | ------------------------------------------------- | ------------------------------------------------- | ------------------------------------------------- |
| 1997 | Sarajevo                                          | 2–0, 1–3 (i.r.g.)                                 | Čelik                                             |                                                   |
| 1998 | Željezničar                                       | 4–0                                               | Sarajevo                                          |                                                   |
| 1999 | Bosna (V)                                         | 2–2 (5–4, b.u.)                                   | Sarajevo                                          |                                                   |
| 2000 | Željezničar                                       | 0–0, 3–1                                          | Brotnjo                                           |                                                   |
| 2001 | A Željezničar nyerte a bajnokságot és a kupát is. | A Željezničar nyerte a bajnokságot és a kupát is. | A Željezničar nyerte a bajnokságot és a kupát is. | A Željezničar nyerte a bajnokságot és a kupát is. |

- h.u. – hosszabbítás után
- b.u. – büntetők után
- i.r.g. – idegenben rúgott góllal

## Statisztika

### Győzelmek száma klubonként
| Csapat      | Győztes              | Döntős         |
| ----------- | -------------------- | -------------- |
| Željezničar | 3 (1998, 2000, 2001) | –              |
| Sarajevo    | 1 (1997)             | 2 (1998, 1999) |
| Bosna (V)   | 1 (1999)             | –              |
| Čelik       | –                    | 1 (1997)       |
| Brotnjo     | –                    | 1 (2000)       |